# Niels Palladius
Niels Palladius (født omtrent 1510 i Ribe, død 17. september 1560 i Lund) var en dansk biskop.
Niels Palladius blev hjulpet til studier af broderen Peder Palladius og kom i 1534 til Wittenberg, hvorfra han i 1544 blev kaldt hjem for at være læsemester og prædikant i Maribo; senest i 1550 blev han sognepræst ved Frue Kirke i København og i 1551 biskop i Lund. Han er forfatter til en række teologiske og opbyggelige skrifter.